# Зиневич, Александр Константинович
Александр Константинович Зиневич (20 августа (1 сентября) 1869 — после 1938) — полковник Российской императорской армии, участник Первой мировой и Гражданской войны в России. Начальник штаба Забайкальского казачьего войска.
В книге "Каппель и каппелевцы" (М.: "Посев", 2007) ошибочно отождествляется с перешедшим на сторону красных генералом Брониславом Михайловичем Зиневичем.

## Биография
Зиневич Александр Константинович (20.08.1869 – не ранее 1935) — из дворян Киевской губ. Окончил Киевское реальное училище, Киевское пехотное юнкерское училище по 1-му разряду, два класса Николаевской академии Генерального штаба по 1-му разряду и дополнительный курс «успешно» (1903). Подпрапорщик (с 06.08.1889). Подпоручик (с 22.10.1889 со ст. с 01.09.1889). Поручик (с 01.08.1894 со ст. с 01.09.1893). Штабс-капитан (с 11.03.1901 со ст. с 06.05.1900). Капитан (с 23.05.1903, устан. ст. с 01.09.1901). Подполковник (с 06.12.1908). Полковник (с 06.12.1911, устан. ст. с 04.07.1909). На службе в 131-м пехотном Тираспольском полку на правах вольноопределяющегося 1-го разряда (с 20.08.1888). Переведен в 42-й резервный пехотный кадровый батальон (27.08.1889). Младший офицер Киевского пехотного юнкерского училища (с 06.02.1893). Отчислен от академии по окончании двух классов по домашним обстоятельствам в свою часть (05.12.1898). Командирован в 1-й кадетский корпус на должность воспитателя (30.01.1899). В запасе армейской пехоты (с 03.09.1899). На службе в охранной страже КВЖД (20.09.1899). Участник Китайского похода 1900 г. В 166-м пехотном Ровенском полку (с 07.07.1901). Командирован в Главный штаб для несения службы (08–12.08.1902). Командирован в Николаевскую академию Генерального штаба для прохождения дополнительного курса (29.11.1902–23.05.1903). Причислен к Генеральному штабу (05.06.1903). Командирован в 93-й пехотный Иркутский полк для командования ротой (23.10.1903). Командирован в штаб войск гвардии и Петербургского военного округа (05.11.1904). Переведен в Генштаб с назначением помощником старшего адъютанта штаба Одесского военного округа (с 16.01.1905). Командирован в м. Юзовку в распоряжение генерал-губернатора Юго-Горнозаводского района (11.11.1906–04.07.1907). Прикомандирован к Чугуевскому пехотному юнкерскому училищу для преподавания военных наук (06.09.1908). И.д. начальника войскового штаба Забайкальского казачьего войска (с 02.04.1912). Прикомандирован к 14-му Сибирскому стрелковому полку для цензового командования батальоном (29.04.1914). Участник Первой мировой войны (27.10.1914–04.03.1916). Начальник штаба 1-й Забайкальской казачьей бригады (с 18.09.1914). Начальник штаба 81-й пехотной дивизии (с 28.01.1915). Начальник штаба 18-й пехотной дивизии (с 03.04.1915). Командир 192-го пехотного Рымникского полка (с 23.06.1915). Директор 1-го Сибирского кадетского корпуса (12.02.1916–10.01.1918). Участник Гражданской войны. Поступил в Киеве на службу в Южную армию (31.08.1918). Командирован от Южной армии в Омск (31.08.1918). Прикомандирован к управлению дежурного генерала штаба Верховного главнокомандующего (с 01.01.1919). Командирован в Иркутское военное училище для преподавания военных наук (с 24.03.1919). Командирован в распоряжение 1-го генерал-квартирмейстера при Верховном главнокомандующем для назначения в действующую армию (с 24.09.1919). Прибыл в Военную академию для и.д. курсового штаб-офицера (с 01.12.1919). И.д. штаб-офицера, заведующего обучающимися в Военной академии офицерами (с 10.1919). В резерве чинов штаба войск во Владивостоке (с 15.06.1920).
В эмиграции в Праге.
Был женат, имел 6 детей.

## Награды
- Св. Владимира 4-й ст. с мечами и бантом,
- Св. Владимира 3-й ст. с мечами,
- Св. Анны 4-й ст. с надписью «За храбрость»,
- Св. Анны 3-й ст. с мечами и бантом.

## Сочинения
Александр Константинович был автором следующих работ:
- Рукописи "Девятилетие мытарств в изгнании " (б.д.)
- Воспоминания о службе в царской армии (1912-1916);
- "История одного преступления" (о злоупотреблениях начальника 81-й пехотной дивизии генерала Чистякова)